# Prophage

Formation d'un prophage

Un prophage est un génome de bactériophage (souvent raccourci en "phage") inséré et intégré dans le chromosome d'ADN bactérien circulaire ou existe sous forme de plasmide extrachromosomique. Il s'agit d'une forme latente de phage, dans laquelle les gènes viraux sont présents dans la bactérie sans provoquer de perturbation de la cellule bactérienne. Pro signifie avant, donc, prophage signifie le stade d'un virus sous forme de génome inséré dans l'ADN de l'hôte avant d'être activé à l'intérieur de l'hôte. 

## Contexte
Les prophages sont capables de faire une multitude de choses au sein de leurs souches bactériennes respectives. Les prophages peuvent augmenter le potentiel de virulence des souches bactériennes chez les humains et les agents pathogènes des plantes, ainsi que la capacité des bactéries à survivre dans des environnements difficiles. Des agents pathogènes ont ainsi pu s'adapter et prospérer dans un large éventail d'environnements. Certains agents pathogènes anaérobies tels que Clostridium perfringens et Clostridium difficile colonisent les intestins et sont incapables de survivre dans des endroits avec de grandes quantités d'oxygène pendant de longues périodes. D'autres encore peuvent résider dans le sol comme B. anthracis, tandis que des agents pathogènes tels que C. difficile peuvent même survivre dans des environnements hospitaliers très stériles. Les prophages peuvent fournir à ces bactéries à la fois des mécanismes de résistance et des avantages métaboliques qui donnent à la cellule hôte les meilleures chances de survie altérant parfois même complètement le génome bactérien.
Les prophages sont des agents importants du transfert horizontal de gènes, et sont considérés comme faisant partie du mobilome. Toutes les familles de virus bactériens avec des génomes d'ADN circulaires (simple brin ou double brin) ou reproduisant leurs génomes par un intermédiaire circulaire (par exemple, les Caudovirales) ont des membres tempérés.

## Induction du prophage
À l'occasion de la détection d'un dommages au chromosome de la cellule hôte, provoqué par de la lumière UV ou certains produits chimiques, le prophage est excisé du chromosome bactérien, dans un processus appelé induction du prophage. 
Après l'induction, la réplication virale commence via le cycle lytique. Dans ce cycle lytique, le virus réquisitionne la machinerie reproductrice de la cellule. La cellule peut se remplir de nouveaux virus jusqu'à ce qu'elle lyse (ou éclate), ou elle peut libérer les nouveaux virus un par un dans le cadre d'un processus endocytotique inverse. La période allant de l'infection à la lyse est appelée période de latence. Un virus dans un cycle lytique est appelé virus virulent. 

## Induction zygotique
Une induction zygotique se produit lorsqu'une cellule bactérienne portant l'ADN d'un virus bactérien transfère son propre ADN avec l'ADN viral (prophage) dans une nouvelle cellule hôte. 
Avant son entrée dans la cellule, l'ADN viral de la cellule bactérienne est réduit à un état passif par une protéine répressive qui a été codée par le prophage. Lors du transfert de l'ADN de la cellule bactérienne dans la cellule hôte, cette protéine répressive n'est plus présente, et l'ADN d'origine de la cellule bactérienne est ensuite activé dans la cellule hôte. Ce mécanisme conduira finalement à la libération du virus, lorsque la cellule hôte se divisera et que l'ADN viral pourra se propager. Cela a pour effet de provoquer la rupture de la cellule hôte. 
Cette nouvelle découverte a fourni des informations clés sur la conjugaison bactérienne et a contribué au modèle de répression précoce de la régulation des gènes, qui a fourni une explication sur la façon dont les gènes de l' opéron lac et du bactériophage λ sont négativement régulés. 

## Applications
Les prophages peuvent en dire beaucoup aux chercheurs sur la relation entre une bactérie et un hôte En comparant l'activité de leur porteur avec celle de bactéries moins pathogènes, les chercheurs seront en mesure de prouver si les prophages contribuent ou non à la valeur de survie de l'hôte. La génomique du prophage peut conduire à des adaptations écologiques des relations entre les bactéries.
Un autre domaine d'intérêt important est le contrôle de l'expression des gènes du prophage, de nombreux gènes de conversion lysogénique (conversion génique) étant étroitement régulés. Ce processus est capable de convertir des bactéries non pathogènes en bactéries pathogènes qui peuvent désormais produire des toxines nocives comme dans les infections à staphylocoques.
Étant donné que les mécanismes spécifiques du prophage ne sont pas encore détaillés, cette recherche pourrait permettre d'utiliser cet outil pour de futures recherches.